# 슈토카흐
슈토카흐(Stockach)는 독일 바덴뷔르템베르크주 남부의 콘스탄츠군에 있는 마을이다.

## 위치
헤가우 지역에 위치하고 있으며, 콘스탄스 호수에서 북서쪽으로 약 5km, 라돌프첼에서 북쪽으로 13km, 콘스탄츠에서 북서쪽으로 25km 떨어져 있다.
슈토카흐에는 중심 도시와 10개의 마을이 포함된다.
| - 에스파징겐 (Espasingen) - 힌델방겐 (Hindelwangen) - 호펜텐첼 (Hoppetenzell) - 말슈퓌렌 임 헤가우 (Mahlspüren im Hegau) - 말슈퓌렌 임 탈 (Mahlspüren im Tal) | - 젤핑겐 (Seelfingen) - 라이타잘라흐 (Raithaslach) - 발비스 (Wahlwies) - 빈터슈퓌렌 (Winterspüren) - 체첸하우젠 (Zizenhausen) |

## 역사
넬렌부르크 백작은 13세기에 슈토카흐를 설립했고, 1283년에 마을 특권을 받았다. 1401년에 넬렌부르크의 란트그라비아테는 엥겐, 텐겐, 라돌프첼, 슈토카흐, 125개의 마을, 9개의 수도원 및 4개의 우체국을 소유했다.
넬렌부르크 백작은 1422년에 멸족했고, 그들의 영지는 1465년 합스부르크 왕가에 인수되었다. 따라서 슈토카흐는 1805년까지 추가 오스트리아의 일부였다. 1499년의 슈바벤 전쟁에서 3개 동맹의 군대가 도시를 포위했지만, 점령하는 데 실패했다.
스페인 왕위 계승 전쟁 동안 바이에른의 선제후 막시밀리안 2세 에마누엘이 슈토카흐에 불을 질렀다. 제2차 대프랑스 동맹의 프랑스 혁명 전쟁 동안 1799년과 1800년에 프랑스 제1공화국과 합스부르크 왕가 사이에 두 번의 전투가 벌어졌다. 1810년에 슈토카흐는 마침내 바덴 대공국에 함락되었다.